# Commandement des Nations unies en Corée
Le Commandement des Nations unies en Corée, CNU (United Nations Command, UNC) est la structure de commandement unifié pour les forces militaires multinationales soutenant la Corée du Sud pendant et après la guerre de Corée.

## Histoire

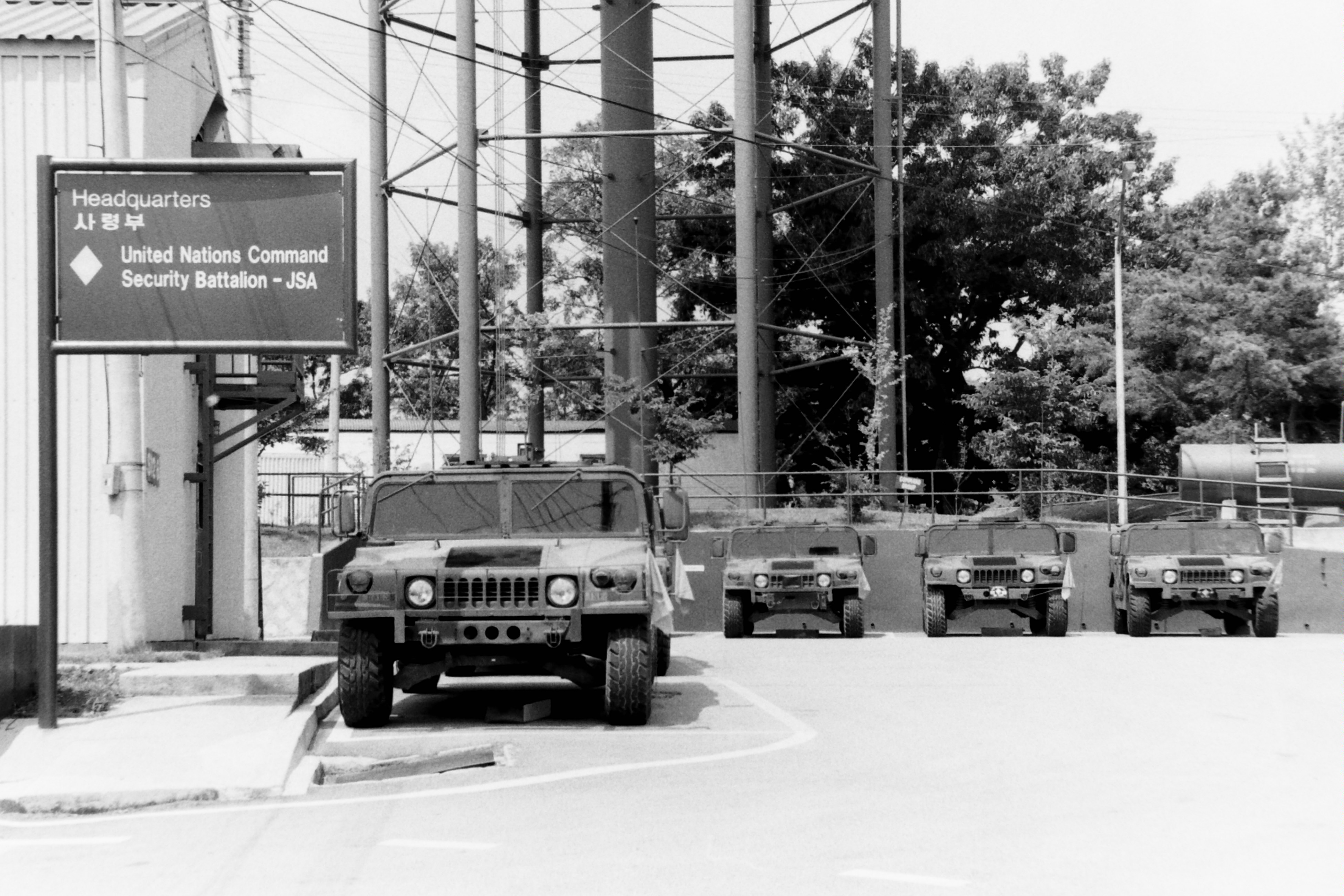
Des Humvee du bataillon de sécurité du Commandement des Nations unies en 1996.

Après l'invasion par les troupes nord-coréennes de la Corée du Sud le 25 juin 1950, le Conseil de sécurité des Nations unies adopte la Résolution 82 appelant la Corée du Nord à cesser les hostilités et à se retirer au-delà du 38e parallèle nord.
Le 27 juin 1950, l’ONU adopte la Résolution 83, recommandant aux membres de l'Organisation des Nations unies de fournir une assistance à la République de Corée afin de repousser l'attaque armée et de rétablir la paix et la sécurité internationales dans la région.
La Résolution 84 du Conseil de sécurité, adoptée le 7 juillet 1950, recommande que les membres fournissant des forces militaires et autres moyen d'assistance en Corée du Sud mettent leurs forces et moyens à disposition d'un commandement unifié dirigé par les forces armées des États-Unis.
Il est créé sous les simples auspices du Conseil de sécurité, mais non en tant qu’organe subsidiaire du Conseil comme le sont les opérations de maintien de la paix. De même, l’opération en Corée n’est pas une opération de l’ONU mais une opération multinationale utilisant – pour la seule et unique fois – le drapeau de l’Organisation. Les États-Unis détiennent donc, sans intermédiaire du siège des Nations unies à New York, la ligne de commandement du terrain jusqu’à l’état-major à Washington.
Les forces de vingt et un pays dépendent du commandement des Nations unies en Corée durant le conflit.

## Composition
Pendant les trois années de la guerre de Corée, les forces militaires de plusieurs pays alliés dépendent du CNU.
Au 1er septembre 1950, l'effectif est d'environ 180 000 militaires : 
- 8th Army : 78 762
- Armée sud coréenne : 91 696
- 1re brigade provisoire des Marines : 4 290
- 27e brigade d'infanterie britannique: 1 578
- 5th Air Force : 3 603
- Total : 179 929

Le nombre total de soldats composant le CNU atteint son maximum le 27 juillet 1953, le jour de la signature de l'accord d'armistice avec 932 964 hommes :
- Forces combattantes :
  - Corée du Sud – 590 911
  - États-Unis – 302 483
  - Royaume-Uni – 14 198
  - Philippines – 7 468
  - Thaïlande – 6 326
  - Canada – 6 146
  - Turquie – 5 453
  - Australie – 2 282
  - Nouvelle-Zélande – 1 385
  - Éthiopie – 1 271
  - Grèce – 1 263
  - France – 1 201
  - Colombie – 1 068
  - Belgique – 900
  - Afrique du Sud – 826
  - Pays-Bas – 823
  - Luxembourg – 44
- Forces humanitaires:
  - Danemark (avec le navire hôpital MS Jutlandia (en) – 600
  - Inde
  - Italie (hôpital de campagne no 68)
  - Norvège (NORMASH (en))
  - Suède

## Situation après guerre

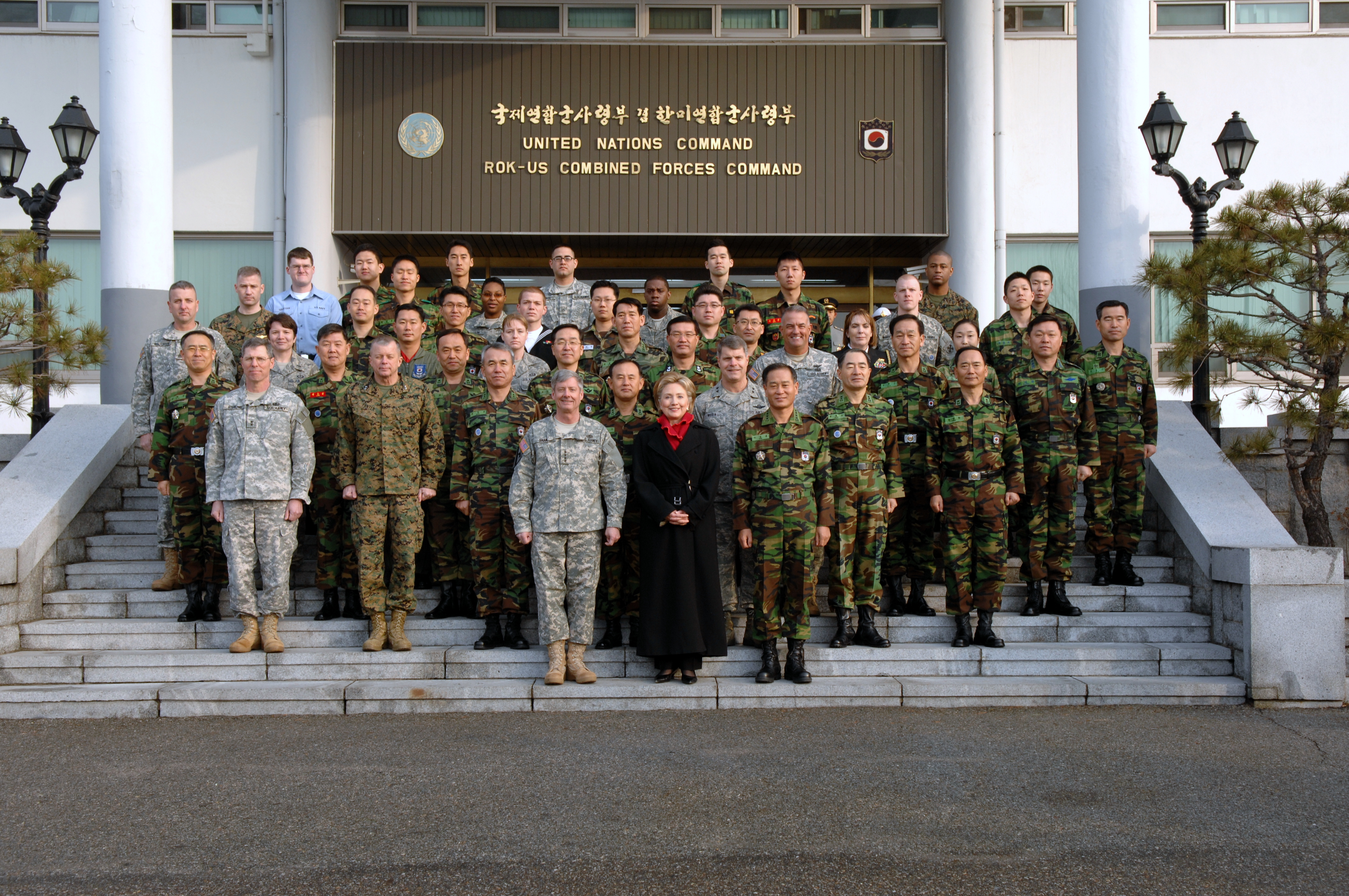
La Secrétaire d'État des États-Unis Hillary Clinton en visite au QG du Commandement des Nations unies en 2009 a Séoul.

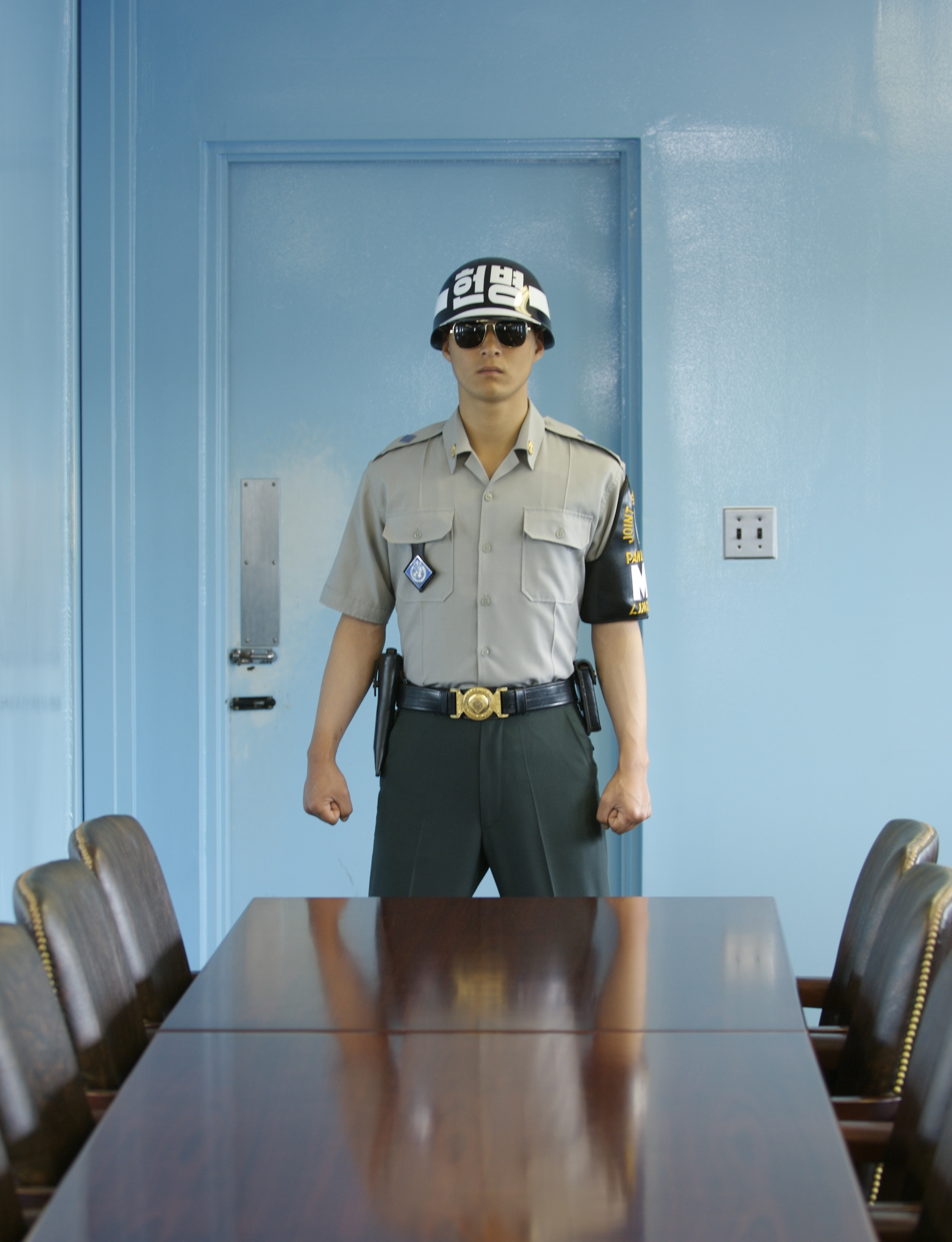
Militaire sud-coréen du bataillon de sécurité du CNU.

Jusqu'en 1978, la défense du territoire sud-coréen a été assurée par le Commandement des Nations unies. Il a été créé à cette date un commandement des forces conjointes (CFC). Les Sud-Coréens ont alors assuré un certain nombre de missions. Par exemple, la sécurité de la Joint Security Area est assurée par une unité spéciale, le bataillon de sécurité de la DMZ. Composé de 650 hommes, majoritairement coréens, son chef de corps coréen est supervisé par une Command Task Force que dirige un officier supérieur américain. Jusqu’en novembre 2004, les Américains fournissaient plus de 70 % des effectifs du bataillon. Désormais, ils ne déploient qu’une quarantaine d’hommes dans la DMZ. La caserne dans le camp Bonifas est située en dehors du périmètre de la DMZ, à 400 mètres environ, mais une section est toujours placée en état d’alerte.
L'Italie rejoint le CNU en 2013, et l'Allemagne devient le 18e état membre le 2 août 2024.

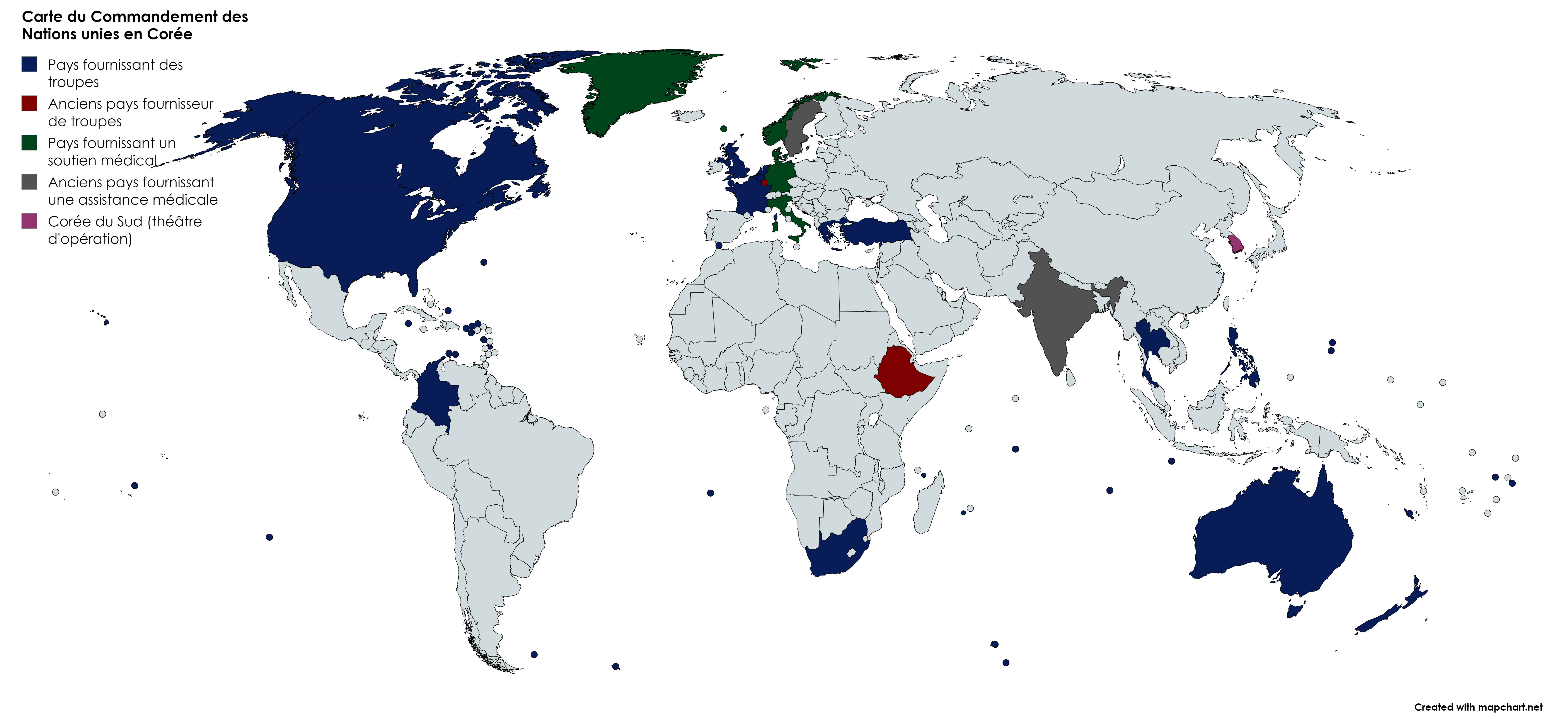
Carte du Commandement des Nations unies en Corée

## Commandants
De sa création à 2024, seuls des généraux de l'United States Army se sont succédé à la tête du CNU dont les suivants  :
- Douglas MacArthur
- Matthew Ridgway
- James Van Fleet
- Mark Wayne Clark
- John E. Hull (en)

Depuis 2018, leurs adjoints après avoir été de l’US Army de 1950 à 1975 puis de l'USAF de 1975 à 2018, sont d'autres nationalités (un Canadiens, un britannique et deux Australiens en date de janvier 2024).